# Barzy-en-Thiérache
Barzy-en-Thiérache è un comune francese di 305 abitanti situato nel dipartimento dell'Aisne della regione dell'Alta Francia.

## Società

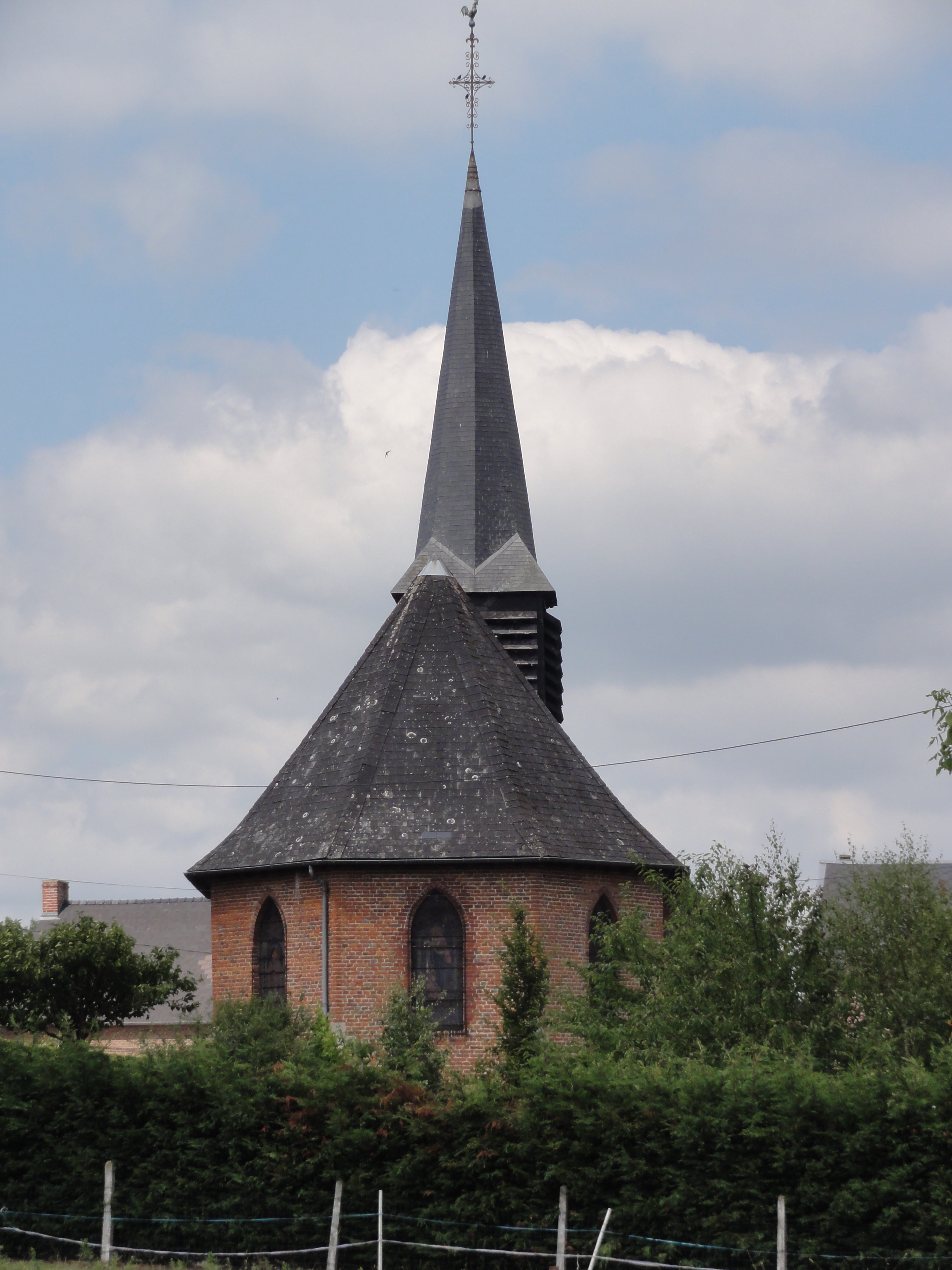
Chiesa dell'Assunzione.
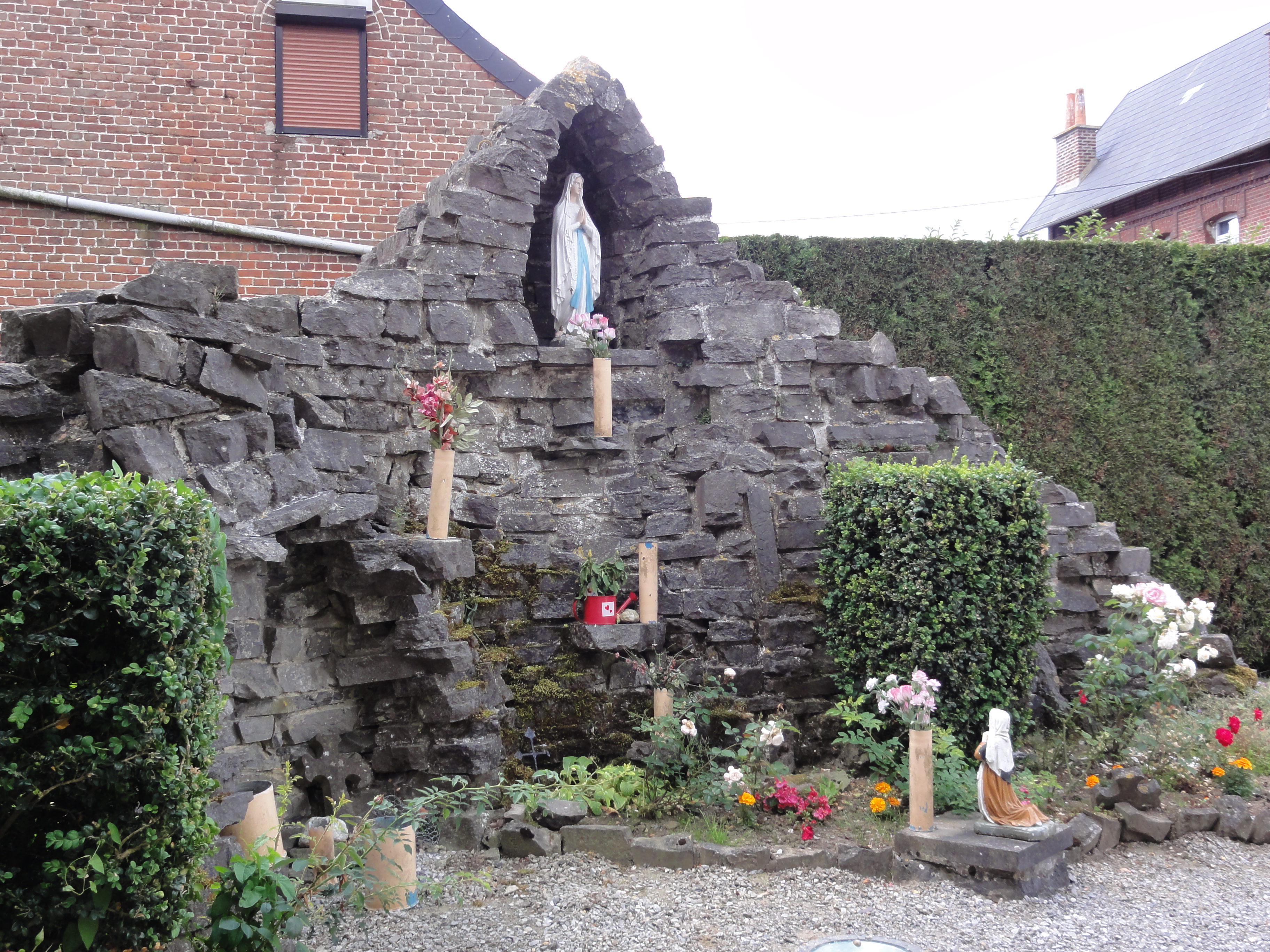
Grotta di Lourdes.
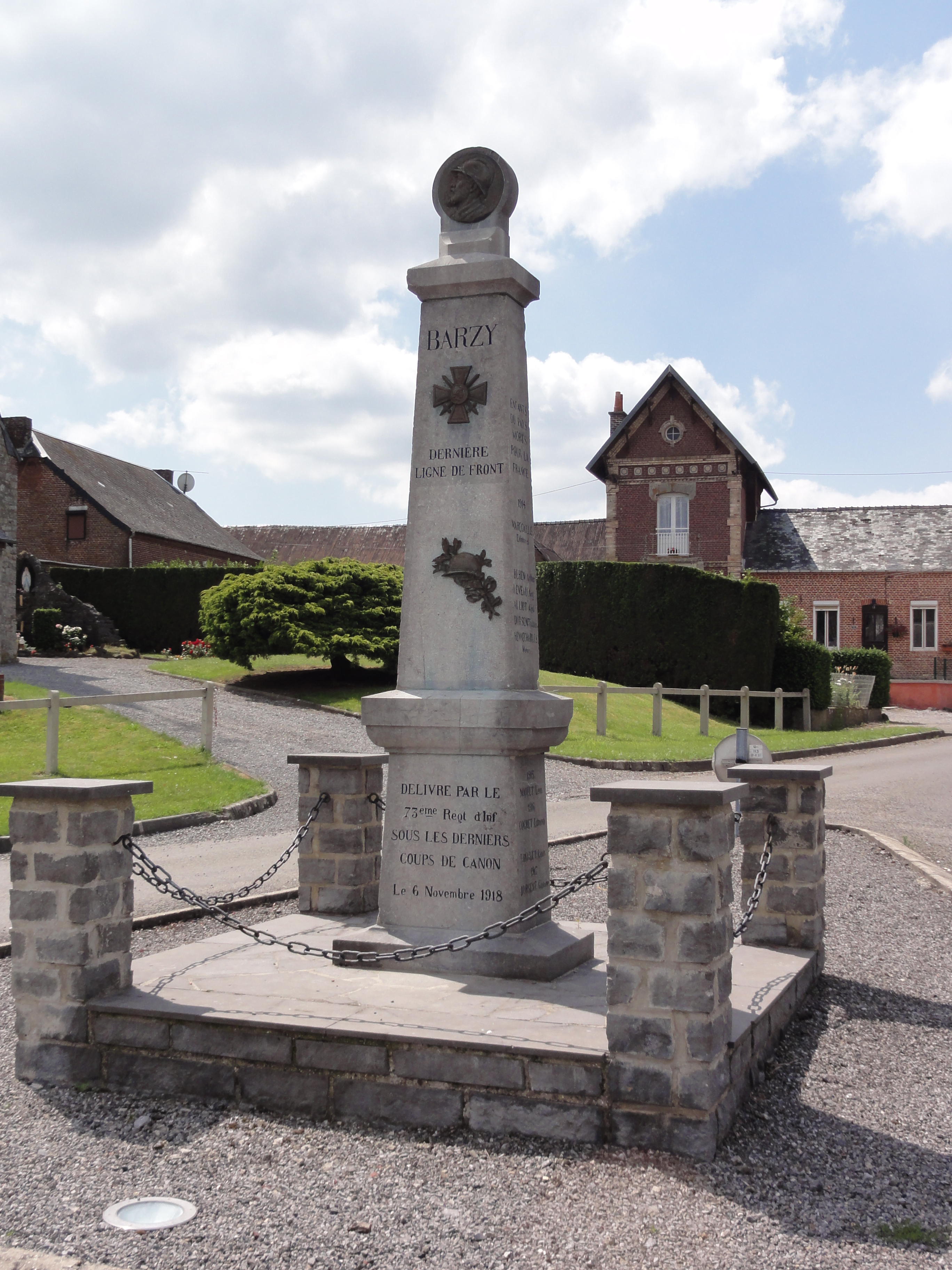
Il monumento ai caduti.
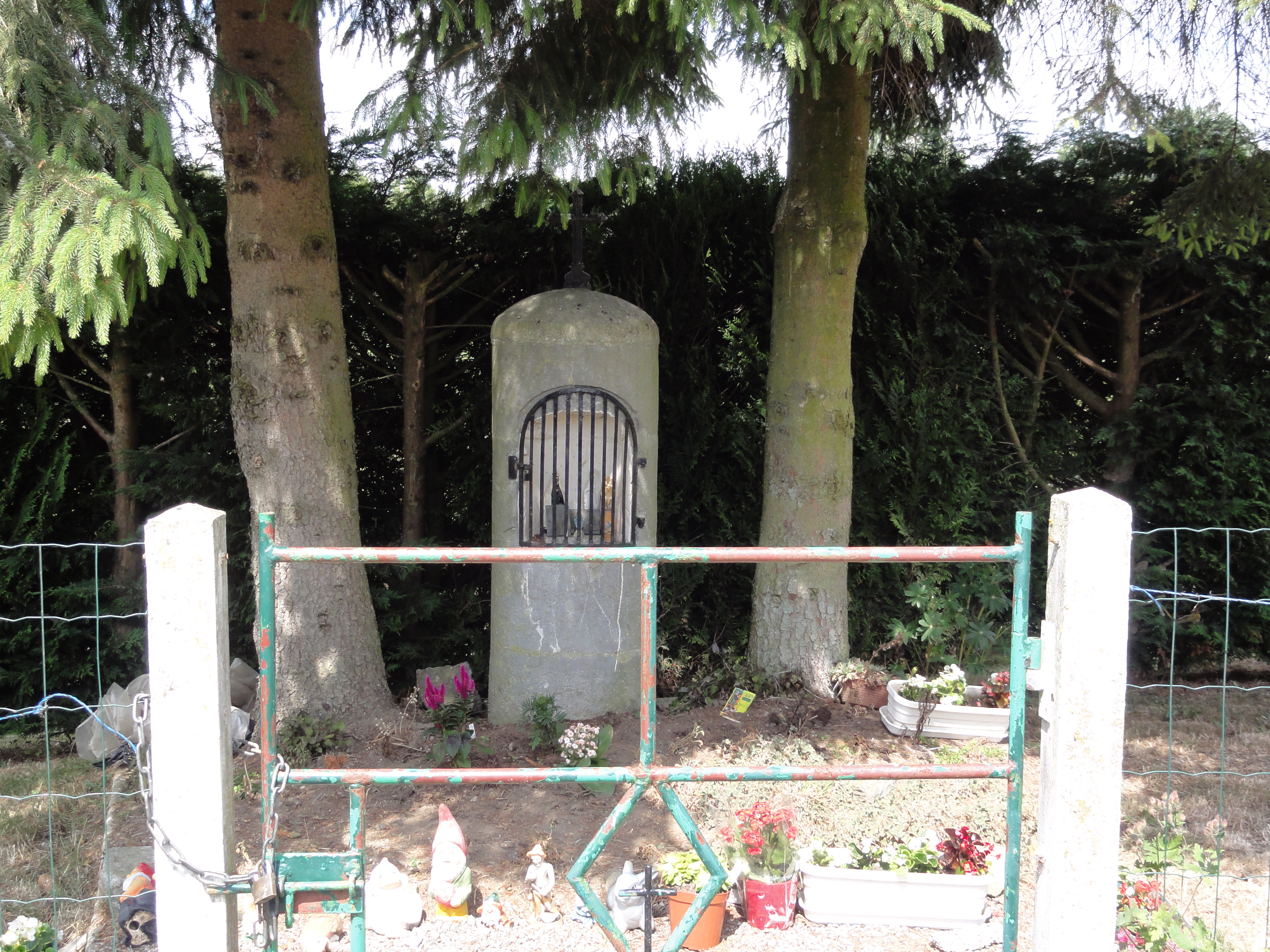
Cappella decorata.
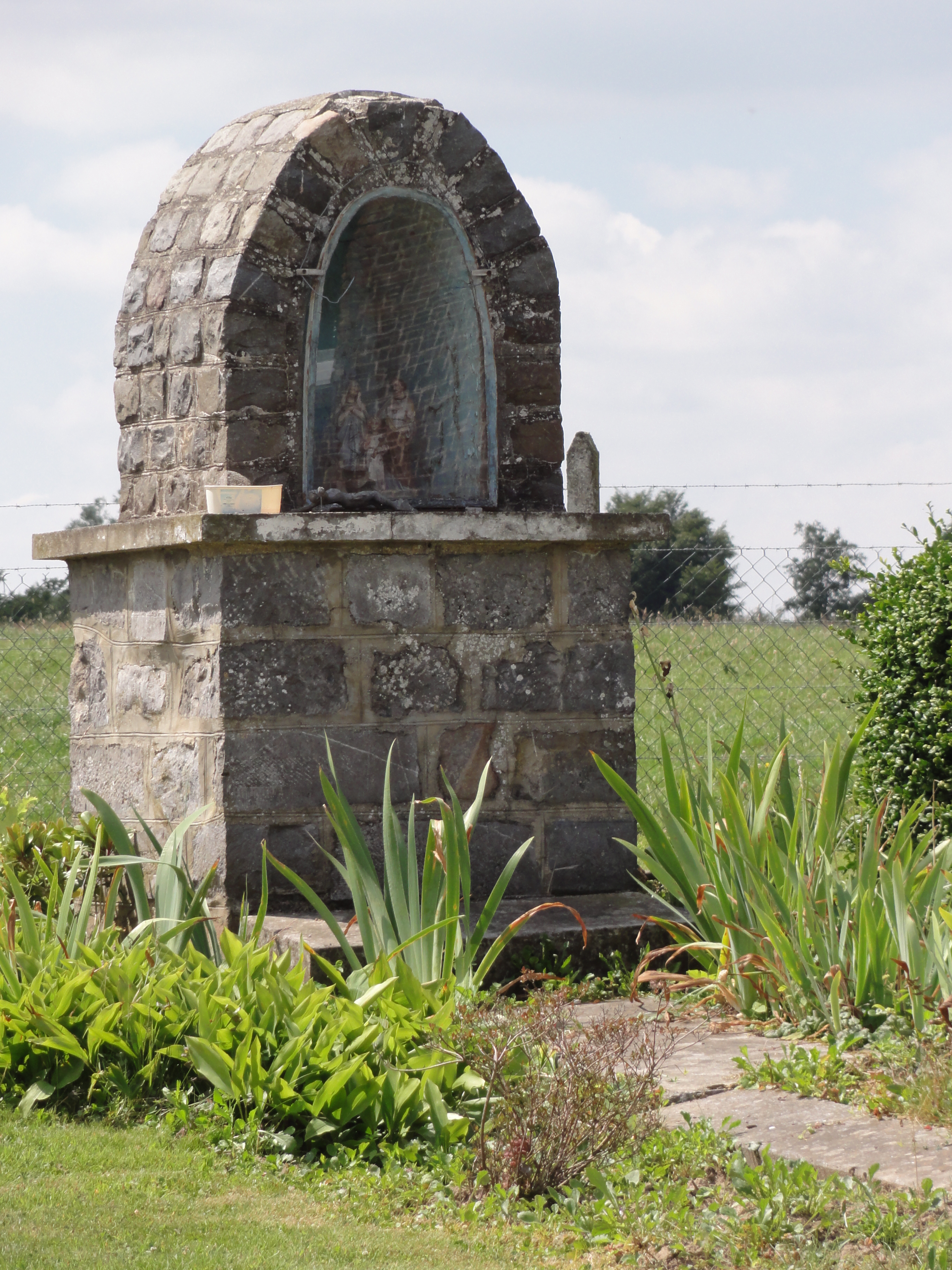
Cappella nella località detta Mon-Idée.
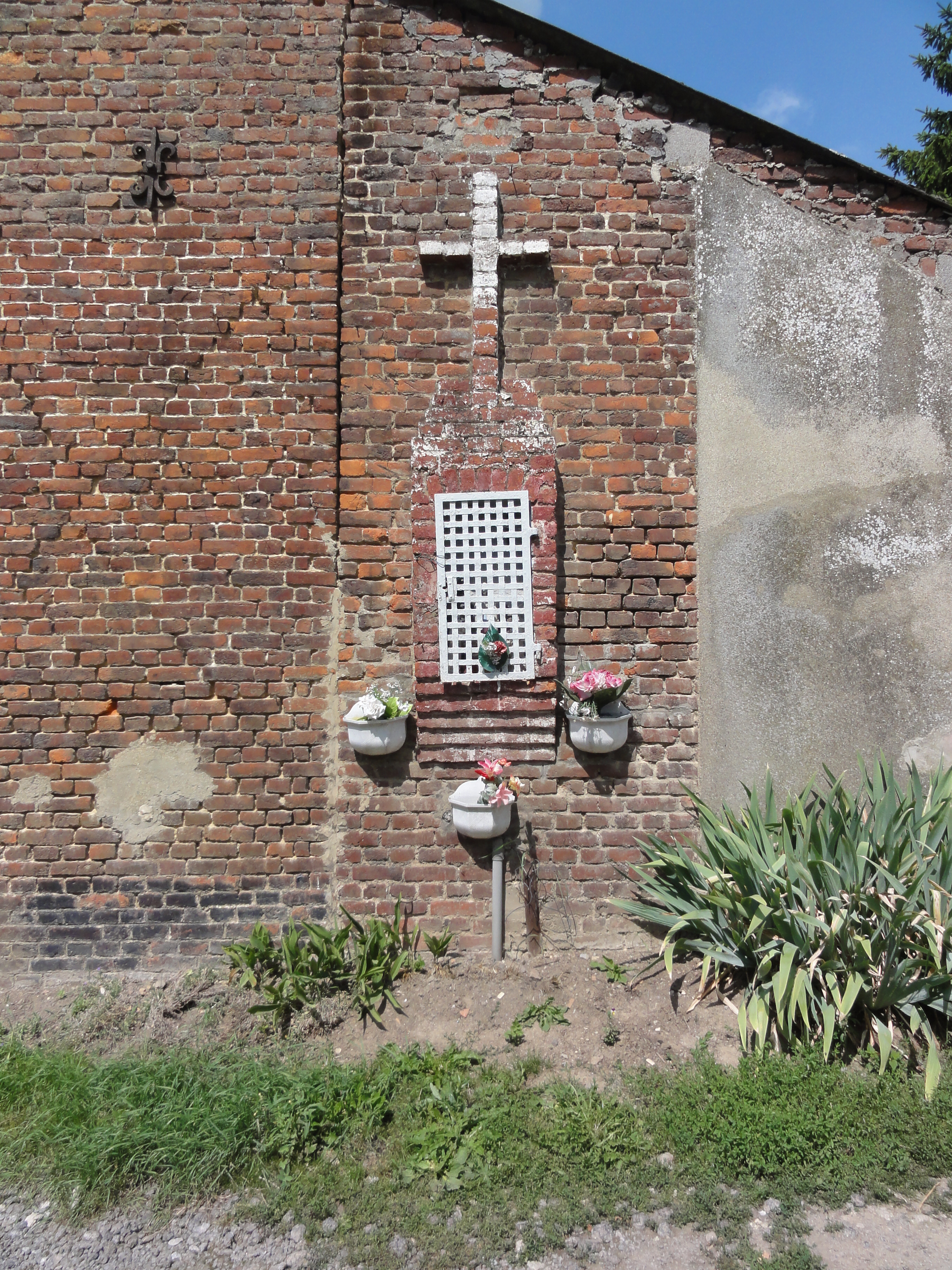
Cappella-nicchia nella località detta Pas-de-Vache.

### Evoluzione demografica
Abitanti censiti